# Ширван (Іран)
Ширван (перс. شيروان) — місто в Ірані, у провінції Північний Хорасан. За переписом 2006 року, населення становило 82790 особи у 20878 сім'ях.

## Етимологія
Назва міста походить від давньоперського слова Шир (перс. شیر — Лев). Назва може бути пов'язана з горою на півдні міста у вигляді лева. Історія Ширвана налічує понад 7000 років, оскільки археологи знайшли деякі могили в Геліан-ан-Хангло, які відносяться до епохи імперії Ахеменідів.

## Значимість
Місто було значимим у промисловому відношенні з фабриками цукрових буряків.